# Leggi in materia d'incesto
Le leggi in materia d'incesto (l'attività sessuale tra membri della famiglia o parenti stretti) variano considerevolmente da paese a paese e possono dipendere sia dal tipo di attività sessuale sia dalla natura dei rapporti familiari dei soggetti coinvolti, così come dall'età e dal sesso.
Oltre ai divieti più prettamente legali, almeno alcune forme di incesto vengono anche considerate socialmente tabù o comunque molto malvisti dalla maggior parte delle culture mondiali.
Le leggi riguardanti l'incesto possono comportare restrizioni al diritto di contrarre matrimonio; quando l'incesto coinvolge un adulto e un bambino solitamente è considerata una forma di abuso sessuale sui minori. Dove non è illecito, solitamente i figli non possono comunque essere riconosciuti. Con alcune eccezioni, le disposizioni legali riguardanti l'età del consenso non includono il rapporto sessuale incestuoso, il quale rimane così illegale a prescindere dall'età.

## Gradi di parentela
Le leggi in materia d'incesto sono talvolta espresse in termini di gradi di parentela o relazioni di consanguineità e possono consistere in proibizioni di matrimonio, proibizioni di rapporti sessuali di qualunnque tipo o dei soli rapporti sessuali che potrebbero generare figli.
La maggior parte dei divieti riguardano i rapporti di parentela genitori-figli, zio/nonno-nipote e tra gemelli identici, fratelli o fratellastri, mentre alcuni paesi permettono ad esempio il matrimonio tra cugini.
Le leggi riguardanti l'incesto possono inoltre comprendere divieti di unioni tra individui non biologicamente imparentati ma in cui sussiste uno stretto rapporto giuridico, come ad esempio l'adozione; altre giurisdizioni comprendono nella definizione d'incesto anche l'eventuale rapporto sessuale con parenti acquisiti, ad esempio la cognata.

## Africa
L'incesto consensuale tra adulti è legale in Costa d'Avorio.
A partire dal 2007 la legge del Sudafrica considera incesto la penetrazione sessuale tra persone legate sia biologicamente (uno diretto discendente dell'altro) sia in forma acquisita (genitore, figlio adottivo o parente del coniuge). Prima del 2007 era un reato di diritto comune applicato solo ai rapporti vaginali.

## Asia
A Taiwan l'incesto consensuale tra adulti risulta essere perfettamente legale.
Ad Hong Kong viene considerato incesto intrattenere rapporti sessuali con parenti stretti (nonno-nipote, padre-figlia, madre-figlio e fratello-sorella), anche se questi sono adulti e consenzienti; la pena va dai 14 ai 20 anni di reclusione. La legge non include le relazioni zio-nipote e fra cugini, si rivolge inoltre esclusivamente ai rapporti eterosessuali e pare quindi che l'incesto tra membri dello stesso sesso non sia illegale.
Il codice penale indiano non contiene alcuna disposizione specifica contro l'incesto, vi sono invece disposizioni generali relative all'abuso sessuale sui bambini da parte dei genitori.
In Malaysia è incesto il rapporto sessuale tra persone alle quali secondo la legge, la religione e/o la consuetudine non viene consentito loro di sposarsi a causa della relazione, biologica o meno, intercorrente. Oltre alla fustigazione le persone che incorrono nel reato di incesto rischiano una pena da 6 a 20 anni di carcere; se all'incesto è associato lo stupro la condanna può salire fino a 30 anni. Il diritto malese considera infine come incestuoso anche il rapporto sessuale con membri della famiglia acquisita.
Il codice di famiglia filippino specifica che i matrimoni tra consanguinei vanno considerati nulli sin dal principio.
In Turchia l'incesto tra adulti consenzienti è perfettamente legale; è vietato il matrimonio tra fratelli o tra genitore e figlio adottivo, mentre quello tra cugini è consentito.
In Vietnam l'incesto tra persone con legami di sangue diretti è illegale e può portare fino a 5 anni di carcerazione.

## Europa
La maggior parte degli Stati europei contiene nel proprio ordinamento leggi contro l'incesto tra antenati e discendenti in linea diretta; tuttavia, in alcuni di questi tale legislazione non viene più applicata se l'incesto avviene tra adulti consenzienti. In tutti i Paesi europei, Italia compresa, il matrimonio tra primi cugini è permesso dalla legge civile.
In Austria l'incesto è vietato e punibile fino a due anni di prigione.
In Danimarca l'incesto è punibile da 2 a 6 anni di prigione.
In Ucraina l'incesto fra persone maggiorenni è perfettamente legale.
In Finlandia l'incesto tra adulti è punibile con una multa e fino a 2 anni di prigione, mentre non è punibile il minorenne eventualmente coinvolto. Il matrimonio tra consanguinei è vietato.
Il codice napoleonico promulgato nel 1810 ha abolito tutte le disposizioni contro l'incesto in tutto il territorio francese e belga.
Nel 2010 la Francia ha ripristinato una legislazione riguardante l'incesto, definendolo però esclusivamente come stupro o abuso sessuale su un minorenne compiuto da un parente o qualsiasi altra persona che ha autorità legittima sopra la vittima. L'incesto tra adulti consenzienti non è invece proibito.
In Germania viene considerato incesto solo il rapporto vaginale (eterosessuale) tra consanguinei, punibile con una multa e fino a 3 anni di prigione. L'incesto compiuto tra parenti che al momento del reato erano minorenni non è punibile pur rimanendo un crimine, è punibile invece il favoreggiamento dell'incesto tra minori. Il matrimonio tra parenti è proibito, mentre la responsabilità penale dell'incesto tra adulti consenzienti è stata contestata in un caso avvenuto nel 2008.
In Irlanda esiste una legge contro l'incesto fin dal 1908, ma questa fa riferimento solo alle relazioni di tipo vaginale non includendo quindi quelle omosessuali. La pena massima può giungere fino a 7 anni per la donna e fino all'ergastolo per l'uomo; era da 7 a 20 anni fino al 1993, poi inasprita nel 1995.
In Italia è illegale, ma è punibile solo se da esso deriva pubblico scandalo (a discrezione del giudice). Tra maggiorenni, è punito con la reclusione da uno a cinque anni, e da due a otto anni nel caso di relazione incestuosa.

Nei Paesi Bassi l'incesto tra adulti consenzienti è perfettamente legale.
In Polonia l'incesto è punibile fino a 5 anni di prigione.
In Portogallo non è espressamente vietato l'incesto.
In Romania viene considerato reato anche l'incesto consensuale commesso tra adulti ed è punibile fino a 5 anni di prigione. Il precedente codice penale del 1969 indicava una pena massima di 7 anni.
In Russia l'incesto consensuale tra adulti non è un crimine, mentre vi è il divieto di matrimonio tra parenti.
In Spagna l'incesto consensuale tra adulti è perfettamente legale.
In Svezia l'incesto è proibito; i fratellastri possono sposarsi, ma necessitano di una speciale approvazione legislativa.
In Svizzera l'articolo 213 del codice penale proibisce l'incesto e questo è punibile fino a 3 anni di reclusione; nel 2010 il governo federale ha proposto di abolire questo divieto.

## Nord America
Secondo la legge canadese commette incesto chi ha un rapporto sessuale con un parente conoscendo l'esistenza del rapporto di consanguineità, ed è passibile di condanna da 5 a 14 anni di reclusione.

## Sud America
In Argentina l'incesto è legale se entrambe le persone sono sopra l'età minima del consenso sessuale.

## Oceania
L'incesto è vietato e punibile dalla legge in Nuova Zelanda.